# Isòtops del meitneri
El meitneri (Mt) no té cap isòtop estable. S'han caracteritzat 15 isòtops, el més estable dels quals és el 276Mt, amb un període de semidesintegració de 0,72 segons.

## Taula
| Símbol del núclid | Z(p)                | N(n)                | massa isotòpica(u)  | període de semidesintegració | Espín nuclear | composició isotòpics representativa (fracció molar) | rang de variació natural (fracció molar) |
| Símbol del núclid | energia d'excitació | energia d'excitació | energia d'excitació | període de semidesintegració | Espín nuclear | composició isotòpics representativa (fracció molar) | rang de variació natural (fracció molar) |
| ----------------- | ------------------- | ------------------- | ------------------- | ---------------------------- | ------------- | --------------------------------------------------- | ---------------------------------------- |
| 265Mt             | 109                 | 156                 | 265.13615(50)#      | 2# ms                        |               |                                                     |                                          |
| 266Mt             | 109                 | 157                 | 266.13730(37)#      | 1.2(4) ms                    |               |                                                     |                                          |
| 266mMt            | 1230(80) keV        | 1230(80) keV        | 1230(80) keV        | 6(3) ms                      |               |                                                     |                                          |
| 267Mt             | 109                 | 158                 | 267.13731(58)#      | 10# ms                       |               |                                                     |                                          |
| 268Mt             | 109                 | 159                 | 268.13873(34)#      | 21(+8-5) ms                  | 5+#,6+#       |                                                     |                                          |
| 268mMt            | 0+X keV             | 0+X keV             | 0+X keV             | 0.07(+10-3) s                |               |                                                     |                                          |
| 269Mt             | 109                 | 160                 | 269.13906(59)#      | 200# ms                      |               |                                                     |                                          |
| 270Mt             | 109                 | 161                 | 270.14066(58)#      | 2# s                         |               |                                                     |                                          |
| 271Mt             | 109                 | 162                 | 271.14114(61)#      | 5# s                         |               |                                                     |                                          |
| 272Mt             | 109                 | 163                 | 272.14374(52)#      | 10# s                        |               |                                                     |                                          |
| 273Mt             | 109                 | 164                 | 273.14491(55)#      | 20# s                        |               |                                                     |                                          |
| 274Mt             | 109                 | 165                 | 274.14749(60)#      | 20# s                        |               |                                                     |                                          |
| 275Mt             | 109                 | 166                 | 275.14865(64)#      | 9.7(+460-44) ms              |               |                                                     |                                          |
| 276Mt             | 109                 | 167                 | 276.15116(73)#      | 0.72(+87-25) s               |               |                                                     |                                          |
| 277Mt             | 109                 | 168                 | 277.15242(95)#      | 1# min                       |               |                                                     |                                          |
| 278Mt             | 109                 | 169                 | 278.15481(90)#      | 30# min                      |               |                                                     |                                          |
| 279Mt             | 109                 | 170                 | 279.15619(77)#      | 6# min                       |               |                                                     |                                          |